# Informationsdienst für den öffentlichen Verkehr
LITRA - Informationsdienst für den öffentlichen Verkehr (kurz Litra, Eigenschreibweise LITRA) ist ein Verein mit Sitz in Bern.
Die LITRA ist die Plattform für Verkehrspolitik in der Schweiz und die Anlaufstelle für sachliche und fundierte Informationen zum öV in der Schweiz. Die LITRA bietet ihren Mitgliedern wichtige Vernetzungsmöglichkeiten mit Entscheidungsträgern. Sie informiert die Mitglieder, die Politik, aber auch Medien, Behörden, die Wissenschaft und die breite Öffentlichkeit über aktuelle verkehrspolitische Themen, Entwicklungen und Ereignisse. Zu zentralen verkehrspolitischen Fragen nimmt die LITRA Stellung und blickt auf die wichtigsten Verkehrsthemen in jeder Session.

## Geschichte
Die Litra wurde 1935 im Rahmen des Abstimmungskampfes über die Verkehrsteilungsinitiative als Ligue suisse pour l’organisation rationelle du trafic gegründet. Er verfolgte den Zweck, die Behörden im «Schutz der dem Volksganzen gehörenden Verkehrseinrichtungen zu unterstützen». Der Vorstand bestand aus den bürgerlichen Ständeräten Hans Käser (Präsident) und Bernard de Weck (Vizepräsident) sowie dem BGB-Nationalrat Hans Tschumi. Der Verein wurde 1977 in Informationsdienst für den öffentlichen Verkehr LITRA umbenannt.
Der Verein war ein verkehrspolitischer Pionier: Bereits 1960 – die Planung des Nationalstrassennetzes war kaum abgeschlossen – forderte er eine «Gesamtkonzeption der schweizerischen Verkehrspolitik» zur Prävention von Verkehrsproblemen. Im Kontext der «Waldsterbendebatte» in den 1980er Jahren kritisierte die Litra das ständige Verkehrswachstum und sah in den Emissionen des Strassenverkehrs eine Hauptursache. Sie setzte sich daher intensiv für die Einführung einer Schwerverkehrsabgabe und einer Autobahnvignette ein.
In den 1990er Jahren vertrat die Litra vermehrt eine ökologische Verkehrspolitik: Das stetige Wachstum des Strassengüterverkehrs beobachtete sie mit Besorgnis. Einerseits fürchtete sie den Bedeutungsverlust der SBB und damit finanzielle Einbussen für das Gemeinwesen. Andererseits sorgte sie sich um die negativen gesundheitlichen Folgen der Verkehrsabgase für Bevölkerung und Natur.

## Ziele
Seit mehr als 80 Jahren setzt sich die LITRA für den öffentlichen Verkehr in der Schweiz ein. Gemeinsam mit ihren über 200 Mitgliedern steht die LITRA ein für die Schaffung günstiger Rahmenbedingungen für den öffentlichen Verkehr, für ein leistungsfähiges und integriertes Schweizer Verkehrssystem und eine innovative Verkehrswirtschaft.

## Dienstleistungen
Der Verein verbreitet Informationen über Fragen und Anliegen des öffentlichen Verkehrs, bezieht zu Verkehrsproblemen Stellung und nimmt an Vernehmlassungsverfahren teil, insbesondere bei Gesetzesprojekten, die den Verkehr betreffen.
Für seine Mitglieder bietet die LITRA zudem folgende Dienstleistungen an: politische Arbeit, Beratung Verkehrspolitik, öV-Fakten, Sessionsvorschau, Informationsdienst, Verkehrszahlen, Studien, Sessionsveranstaltungen, Informationsfahrt.

## Mitglieder
Mehr als 200 Mitglieder unterstützen die LITRA und profitieren vom breit abgestützten Netzwerk für öV-Fachpersonen aus folgenden Bereichen:
- Bau und Industrie
- Beratung, Engineering und Dienstleistungen
- Rollmaterial- und Bushersteller, Zulieferindustrie
- Transportunternehmen
- Verbände, Kantone, Institute

## Vereinsorgane
Die LITRA hat einen breit abgestützten Vorstand, in dem insgesamt 50 Politiker und Mitgliedervertreter Einsitz nehmen. Die wichtigsten Mitglieder kommen zudem im geschäftsleitenden Ausschuss zusammen und treffen strategische Entscheide. Der Präsident repräsentiert die LITRA gegen aussen, führt durch unsere Anlässe und vertritt die Interessen unserer Mitglieder politisch. Die Geschäftsstelle der LITRA besteht aus drei Personen. Eine unabhängige Finanzkommission wacht über Budget und Jahresrechnung der LITRA.

## öV-Fakten
Welche Rolle spielt der öffentliche Verkehr in der Schweiz? Die LITRA publiziert wichtige Verkehrsstatistiken in den LITRA-Verkehrszahlen, ausführliche wissenschaftliche Berichte zum öV in der Gelben Serie, aktuelle Nutzungszahlen im Quartalsreporting und ausführliche Dokumentationen der politischen Tätigkeit im Geschäftsbericht.

## Prix LITRA
Die LITRA hat zu ihrem 75-jährigen Bestehen 2011 einen Preis für wissenschaftliche Arbeiten ins Leben gerufen - den Prix LITRA. Dieser richtet sich an alle Studierenden von Schweizer Universitäten und Hochschulen, die sich in ihrer Bachelor- oder Masterarbeit dem Thema «öffentlicher Verkehr» und «Mobilität» widmen.
Mit dem Prix LITRA fördert die LITRA junge öV-Talente und will das Interesse für die Branche fördern sowie zur Reflexion über aktuelle Themen anregen. Besonderen Anklang finden Arbeiten zu Fragen der Raumplanung, zur Klimafreundlichkeit des Verkehrs, zu Tariffragen und zur Planung und besseren Nutzung der Infrastruktur. Der Prix LITRA ist bewusst interdisziplinär ausgerichtet.
Die LITRA prämiert jährlich drei studentische Abschlussarbeiten mit einem Preisgeld von 3'000 Franken.